# Karate ai XIX Giochi del Mediterraneo
Gli incontri di karate ai XIX Giochi del Mediterraneo si sono svolti dal 26 al 27 giugno 2022 al Convention Centre Mohammed Ben Ahmed Halls di Orano.

## Risultati

### Uomini
| Evento                  | Oro             | Argento            | Bronzo                              |
| fino a 60 kg (dettagli) | Eray Samdam     | Ala Salmi          | Amr Aboukora Rayyan Meziane         |
| fino a 67 kg (dettagli) | Dionysios Xenos | Luca Maresca       | Ahmed Lotfy Markos Zigkas Tsangaras |
| fino a 75 kg (dettagli) | Oussama Zaid    | Abdalla Abdelaziz  | Luigi Busà Hamza Turulja            |
| fino a 84 kg (dettagli) | Youssef Badawy  | Vladimir Brežančić | Uğur Aktaş Ivan Kvesić              |
| oltre 84 kg (dettagli)  | Anđelo Kvesić   | Hocine Daikhi      | Rijad Dzuho Mehdi Sriti             |

### Donne
| Evento                  | Oro              | Argento          | Bronzo                               |
| fino a 50 kg (dettagli) | Cylia Ouikene    | Reem Salama      | Chaimae El Hayti Alba Pinilla        |
| fino a 55 kg (dettagli) | Louiza Abouriche | Ahlam Youssef    | Veronica Brunori Tugba Yakan         |
| fino a 61 kg (dettagli) | Chaima Midi      | Wafa Mahjoub     | Alessandra Mangiacapra Nejra Sipović |
| fino a 68 kg (dettagli) | Feryal Abdelaziz | Silvia Semeraro  | Nissrine Brouk Vassiliki Pantesido   |
| oltre 68 kg (dettagli)  | Kyriaki Kydonaki | Milena Jovanovic | Meltem Hocaoğlu Chehinez Jemi        |

## Medagliere
| Posizione | Paese                | Oro | Argento | Bronzo | Totale |
| --------- | -------------------- | --- | ------- | ------ | ------ |
| 1         | Algeria              | 4   | 2       | 0      | 6      |
| 2         | Egitto               | 2   | 3       | 2      | 7      |
| 3         | Grecia               | 2   | 0       | 0      | 2      |
| 4         | Turchia              | 1   | 0       | 4      | 5      |
| 5         | Croazia              | 1   | 0       | 1      | 2      |
| 6         | Italia               | 0   | 2       | 3      | 5      |
| 7         | Tunisia              | 0   | 1       | 1      | 2      |
| 8         | Montenegro           | 0   | 1       | 0      | 1      |
| 8         | Serbia               | 0   | 1       | 0      | 1      |
| 10        | Bosnia ed Erzegovina | 0   | 0       | 3      | 3      |
| 10        | Marocco              | 0   | 0       | 3      | 3      |
| 12        | Cipro                | 0   | 0       | 1      | 1      |
| 12        | Francia              | 0   | 0       | 1      | 1      |
| 12        | Spagna               | 0   | 0       | 1      | 1      |
| Totale    | Totale               | 10  | 10      | 20     | 40     |